# Affinité chimique
Ne doit pas être confondu avec affinité électronique.
L'affinité chimique en thermodynamique est une fonction d'état permettant de prévoir le sens de l'évolution d'une réaction chimique.

## Historique
La notion d'affinité chimique, héritée de l'alchimie (elle est mentionnée au XIIIe siècle dans les travaux d'Albert le Grand), est longtemps évoquée sans être formellement définie par les savants étudiant les réactions chimiques. En 1718 et 1720, Geoffroy présente à l'Académie des sciences sa table des rapports, listes d'affinités chimiques obtenues par l'observation des réactions des substances les unes avec les autres. En 1733, pour Boerhaave, médecin de Leyde, l'affinité chimique est la force en vertu de laquelle les particules des corps se recherchent, s'unissent et se retiennent,. Berthollet, qui le premier évoque en 1803 la notion d'équilibre chimique, utilise la notion d'affinité chimique sans lui donner une définition claire, tout en la rapprochant de la loi universelle de la gravitation,. Peu après, à la suite des récentes découvertes dans le domaine de l'électricité, et notamment l'électrolyse de certains sels par Davy, Berzelius exprime la notion d'affinité chimique en termes d'attraction et de répulsion de pôles chargés sur ce que l'on ne nommait pas encore les molécules. En 1879, Berthelot énonce son principe de travail maximum, tentant de relier l'affinité à la chaleur dégagée par la réaction, qui selon lui ne pouvait être que positive.
La définition formelle actuelle de l'affinité chimique par de Donder, qui la relie au deuxième principe de la thermodynamique, date de 1922,.

## Définitions

### Définition générale
Soit une réaction chimique dont l'équation bilan est écrite selon la convention stœchiométrique :
en attribuant une valeur négative aux coefficients stœchiométriques des réactifs et positive à ceux des produits :
- {\displaystyle \nu _{i}<0} pour un réactif ;
- {\displaystyle \nu _{i}>0} pour un produit ;
- {\displaystyle \nu _{i}=0} pour un inerte.

L'affinité chimique, notée {\displaystyle {\mathcal {A}}} ou {\displaystyle A}, est formellement définie,, en introduisant les potentiels chimiques {\displaystyle \mu _{i}} des {\displaystyle N} constituants (réactifs, produits et inertes) du mélange réactionnel, par :
| Affinité chimique : {\displaystyle {\mathcal {A}}=-\sum _{i=1}^{N}\nu _{i}\mu _{i}} |

Par exemple, si l'on écrit l'équilibre du dioxyde et du trioxyde de soufre en présence d'oxygène :
{\displaystyle {\rm {2\,SO_{2}(g)+1\,O_{2}(g)\rightleftarrows 2\,SO_{3}(g)}}}
soit, selon la convention stœchiométrique :
{\displaystyle {\rm {-2\,SO_{2}(g)-1\,O_{2}(g)+2\,SO_{3}(g)=0}}}
on a l'expression de l'affinité chimique :
{\displaystyle {\mathcal {A}}=-\left(-2\,\mu _{\rm {SO_{2}}}-1\,\mu _{\rm {O_{2}}}+2\,\mu _{\rm {SO_{3}}}\right)=2\,\mu _{\rm {SO_{2}}}+1\,\mu _{\rm {O_{2}}}-2\,\mu _{\rm {SO_{3}}}}
L'affinité chimique est homogène avec une énergie rapportée à une quantité de matière, elle s'exprime par exemple en joules par mole, J/mol. L'affinité chimique {\displaystyle {\mathcal {A}}} est la variable intensive conjuguée de la variable extensive avancement de réaction {\displaystyle \xi }. Autrement dit, le produit {\displaystyle {\mathcal {A}}\,\mathrm {d} \xi } est homogène avec une énergie.

### Relation avec les potentiels thermodynamiques
Les variations {\displaystyle \mathrm {d} n_{i}} des quantités (nombres de moles) des espèces chimiques {\displaystyle i} intervenant dans la réaction chimique sont liées par l'équation bilan de la réaction. En introduisant l'avancement de réaction {\displaystyle \xi } (lui aussi défini par de Donder) on a les relations :
{\displaystyle \mathrm {d} \xi ={\frac {\mathrm {d} n_{i}}{\nu _{i}}}} pour tout {\displaystyle i\in [1,\cdots ,N]}
soit {\displaystyle \mathrm {d} n_{i}=\nu _{i}\,\mathrm {d} \xi } pour tout {\displaystyle i\in [1,\cdots ,N]} (pour un inerte {\displaystyle \mathrm {d} n_{i}=0}) ; d'où :
{\displaystyle {\mathcal {A}}\,\mathrm {d} \xi =-\left(\sum _{i=1}^{N}\mu _{i}\nu _{i}\right)\,\mathrm {d} \xi =-\sum _{i=1}^{N}\mu _{i}\left(\nu _{i}\,\mathrm {d} \xi \right)=-\sum _{i=1}^{N}\mu _{i}\,\mathrm {d} n_{i}}
| Affinité chimique : {\displaystyle -{\mathcal {A}}\,\mathrm {d} \xi =\sum _{i=1}^{N}\mu _{i}\,\mathrm {d} n_{i}} |

Reprenons l'exemple de l'équilibre du dioxyde et du trioxyde de soufre en présence d'oxygène :
{\displaystyle {\rm {-2\,SO_{2}(g)-1\,O_{2}(g)+2\,SO_{3}(g)=0}}}
On a la variation de l'avancement de réaction :
{\displaystyle \mathrm {d} \xi ={\mathrm {d} n_{\rm {SO_{2}}} \over -2}={\mathrm {d} n_{\rm {O_{2}}} \over -1}={\mathrm {d} n_{\rm {SO_{3}}} \over 2}}
d'où :
{\displaystyle -{\mathcal {A}}\,\mathrm {d} \xi =-2\,\mu _{\rm {SO_{2}}}\,\mathrm {d} \xi -1\,\mu _{\rm {O_{2}}}\,\mathrm {d} \xi +2\,\mu _{\rm {SO_{3}}}\,\mathrm {d} \xi =-2\,\mu _{\rm {SO_{2}}}\,{\mathrm {d} n_{\rm {SO_{2}}} \over -2}-1\,\mu _{\rm {O_{2}}}\,{\mathrm {d} n_{\rm {O_{2}}} \over -1}+2\,\mu _{\rm {SO_{3}}}\,{\mathrm {d} n_{\rm {SO_{3}}} \over 2}}
et finalement la relation :
{\displaystyle -{\mathcal {A}}\,\mathrm {d} \xi =\mu _{\rm {SO_{2}}}\,\mathrm {d} n_{\rm {SO_{2}}}+\mu _{\rm {O_{2}}}\,\mathrm {d} n_{\rm {O_{2}}}+\mu _{\rm {SO_{3}}}\,\mathrm {d} n_{\rm {SO_{3}}}}
Les différentielles des quatre potentiels thermodynamiques s'écrivent :
- énergie interne :

{\displaystyle \mathrm {d} U=-P\,\mathrm {d} V+T\,\mathrm {d} S+\sum _{i=1}^{N}\mu _{i}\,\mathrm {d} n_{i}=-P\,\mathrm {d} V+T\,\mathrm {d} S-{\mathcal {A}}\,\mathrm {d} \xi }
- énergie libre : {\displaystyle F=U-TS}

{\displaystyle \mathrm {d} F=-P\,\mathrm {d} V-S\,\mathrm {d} T+\sum _{i=1}^{N}\mu _{i}\,\mathrm {d} n_{i}=-P\,\mathrm {d} V-S\,\mathrm {d} T-{\mathcal {A}}\,\mathrm {d} \xi }
- enthalpie : {\displaystyle H=U+PV}

{\displaystyle \mathrm {d} H=V\,\mathrm {d} P+T\,\mathrm {d} S+\sum _{i=1}^{N}\mu _{i}\,\mathrm {d} n_{i}=V\,\mathrm {d} P+T\,\mathrm {d} S-{\mathcal {A}}\,\mathrm {d} \xi }
- enthalpie libre : {\displaystyle G=H-TS}

{\displaystyle \mathrm {d} G=V\,\mathrm {d} P-S\,\mathrm {d} T+\sum _{i=1}^{N}\mu _{i}\,\mathrm {d} n_{i}=V\,\mathrm {d} P-S\,\mathrm {d} T-{\mathcal {A}}\,\mathrm {d} \xi }
avec :
- {\displaystyle P} la pression ;
- {\displaystyle T} la température ;
- {\displaystyle V} le volume ;
- {\displaystyle S} l'entropie ;
- {\displaystyle n_{i}} la quantité du constituant {\displaystyle i}.

On a donc également les relations suivantes pouvant définir l'affinité chimique :
| Affinité chimique : {\displaystyle {\mathcal {A}}=-\left({\frac {\partial U}{\partial \xi }}\right)_{V,S}=-\left({\frac {\partial F}{\partial \xi }}\right)_{V,T}=-\left({\frac {\partial H}{\partial \xi }}\right)_{P,S}=-\left({\frac {\partial G}{\partial \xi }}\right)_{P,T}} |

### Dépendance à l'écriture de la réaction
Puisque les coefficients stœchiométriques entrent dans l'expression de l'affinité chimique, celle-ci dépend de la façon dont la réaction est écrite. Reprenons l'exemple de l'équilibre du dioxyde et du trioxyde de soufre en présence d'oxygène :
{\displaystyle {\rm {2\,SO_{2}(g)+1\,O_{2}(g)\rightleftarrows 2\,SO_{3}(g)}}}
on a une première expression de l'affinité et de l'avancement de réaction :
{\displaystyle \mathrm {d} \xi _{1}={\mathrm {d} n_{\rm {SO_{2}}} \over -2}={\mathrm {d} n_{\rm {O_{2}}} \over -1}={\mathrm {d} n_{\rm {SO_{3}}} \over 2}}
Si l'on inverse l'écriture de la réaction :
{\displaystyle {\rm {2\,SO_{3}(g)\rightleftarrows 2\,SO_{2}(g)+1\,O_{2}(g)}}}
on a une deuxième expression de l'affinité et de l'avancement de réaction :
{\displaystyle \mathrm {d} \xi _{2}={\mathrm {d} n_{\rm {SO_{2}}} \over 2}={\mathrm {d} n_{\rm {O_{2}}} \over 1}={\mathrm {d} n_{\rm {SO_{3}}} \over -2}}
Et si l'on écrit la réaction d'une troisième façon, en divisant par deux les coefficients stœchiométriques de la première écriture :
{\displaystyle {\rm {1\,SO_{2}(g)+{1 \over 2}\,O_{2}(g)\rightleftarrows 1\,SO_{3}(g)}}}
on a une troisième expression de l'affinité et de l'avancement de réaction :
{\displaystyle \mathrm {d} \xi _{3}={\mathrm {d} n_{\rm {SO_{2}}} \over -1}={\mathrm {d} n_{\rm {O_{2}}} \over -{1 \over 2}}={\mathrm {d} n_{\rm {SO_{3}}} \over 1}}
On a ainsi, selon la façon d'écrire la réaction :
Il est donc nécessaire, pour utiliser l'affinité, de connaitre la façon dont la réaction a été écrite. En particulier, les première et deuxième écritures de la réaction donnent des affinités de signes opposés. Néanmoins, quelle que soit la façon d'écrire la réaction, on a :

## Condition d'évolution spontanée d'un système chimique

### Rappels sur l'avancement de réaction
Nous considérons une réaction chimique dont l'équation bilan est écrite selon la convention stœchiométrique :
en attribuant une valeur négative aux coefficients stœchiométriques des réactifs et positive à ceux des produits :
- {\displaystyle \nu _{i}<0} pour un réactif ;
- {\displaystyle \nu _{i}>0} pour un produit ;
- {\displaystyle \nu _{i}=0} pour un inerte.

La réaction progresse en respectant la stœchiométrie de l'équation bilan, aussi si la quantité de l'espèce {\displaystyle 1} varie de {\displaystyle \mathrm {d} n_{1}}, la quantité de toute autre espèce {\displaystyle i\in [1,\cdots ,N]} varie de : {\displaystyle \mathrm {d} n_{i}={\nu _{i} \over \nu _{1}}\,\mathrm {d} n_{1}}, ce qui implique que tous les rapports {\displaystyle {\mathrm {d} n_{i} \over \nu _{i}}} sont égaux. On définit ainsi le paramètre {\displaystyle \xi } appelé avancement de la réaction :
L'avancement est donc défini pour toutes les espèces du mélange réactionnel, y compris les inertes pour lesquels {\displaystyle \nu _{i}=0} et {\displaystyle \mathrm {d} n_{i}=0}.
Lorsque la quantité d'une espèce augmente, soit {\displaystyle \mathrm {d} n_{i}>0} :
- s'il s'agit d'un produit, soit {\displaystyle \nu _{i}>0}, alors {\displaystyle \mathrm {d} \xi >0} ;
- s'il s'agit d'un réactif, soit {\displaystyle \nu _{i}<0}, alors {\displaystyle \mathrm {d} \xi <0}.

Inversement, lorsque la quantité d'une espèce diminue, soit {\displaystyle \mathrm {d} n_{i}<0} :
- s'il s'agit d'un produit, soit {\displaystyle \nu _{i}>0}, alors {\displaystyle \mathrm {d} \xi <0} ;
- s'il s'agit d'un réactif, soit {\displaystyle \nu _{i}<0}, alors {\displaystyle \mathrm {d} \xi >0}.

En conséquence :
- lorsque les réactifs disparaissent et que les produits apparaissent, c'est-à-dire lorsque la réaction progresse : {\displaystyle \mathrm {d} \xi >0} ;
- lorsque les réactifs apparaissent et que les produits disparaissent, c'est-à-dire lorsque la réaction régresse : {\displaystyle \mathrm {d} \xi <0}.

### Relation avec l'entropie du système réactionnel
Soit un système fermé dans lequel s'effectue une réaction chimique. L'énergie interne de ce système évolue donc selon :
{\displaystyle \mathrm {d} U_{\text{sys}}=-P_{\text{sys}}\,\mathrm {d} V_{\text{sys}}+T_{\text{sys}}\,\mathrm {d} S_{\text{sys}}-{\mathcal {A}}\,\mathrm {d} \xi =\delta W_{\text{sys}}+\delta Q_{\text{sys}}}
avec :
- {\displaystyle U_{\text{sys}}} l'énergie interne du système ;
- {\displaystyle P_{\text{sys}}} la pression du système ;
- {\displaystyle V_{\text{sys}}} le volume du système ;
- {\displaystyle T_{\text{sys}}} la température du système ;
- {\displaystyle S_{\text{sys}}} l'entropie du système ;
- {\displaystyle \delta W_{\text{sys}}=-P_{\text{sys}}\,\mathrm {d} V_{\text{sys}}} le travail des forces de pression du système ;
- {\displaystyle \delta Q_{\text{sys}}} la chaleur échangée par le système avec l'extérieur.

Pour l'extérieur du système, qui n'est pas le siège d'une réaction chimique, l'énergie interne évolue selon :
{\displaystyle \mathrm {d} U_{\text{ext}}=-P_{\text{ext}}\,\mathrm {d} V_{\text{ext}}+T_{\text{ext}}\,\mathrm {d} S_{\text{ext}}=\delta W_{\text{ext}}+\delta Q_{\text{ext}}}
avec :
- {\displaystyle U_{\text{ext}}} l'énergie interne de l'extérieur ;
- {\displaystyle P_{\text{ext}}} la pression de l'extérieur ;
- {\displaystyle V_{\text{ext}}} le volume de l'extérieur ;
- {\displaystyle T_{\text{ext}}} la température de l'extérieur ;
- {\displaystyle S_{\text{ext}}} l'entropie de l'extérieur ;
- {\displaystyle \delta W_{\text{ext}}=-P_{\text{ext}}\,\mathrm {d} V_{\text{ext}}} le travail des forces de pression de l'extérieur ;
- {\displaystyle \delta Q_{\text{ext}}=T_{\text{ext}}\,\mathrm {d} S_{\text{ext}}} la chaleur échangée par l'extérieur avec le système.

Nous supposerons que le système et l'extérieur forment un système isolé lors de la réaction. Le premier principe de la thermodynamique implique la conservation globale de l'énergie du système et de l'extérieur, soit :
{\displaystyle \mathrm {d} U_{\text{sys}}+\mathrm {d} U_{\text{ext}}=0}
{\displaystyle -P_{\text{sys}}\,\mathrm {d} V_{\text{sys}}-P_{\text{ext}}\,\mathrm {d} V_{\text{ext}}+T_{\text{sys}}\,\mathrm {d} S_{\text{sys}}+T_{\text{ext}}\,\mathrm {d} S_{\text{ext}}-{\mathcal {A}}\,\mathrm {d} \xi =\delta W_{\text{sys}}+\delta W_{\text{ext}}+\delta Q_{\text{sys}}+\delta Q_{\text{ext}}=0}
Le système et l'extérieur :
- forment un ensemble à volume constant, soit {\displaystyle \mathrm {d} V_{\text{sys}}+\mathrm {d} V_{\text{ext}}=0} à tout instant ({\displaystyle V_{\text{sys}}} pouvant varier au cours de la réaction) ;
- sont en équilibre mécanique permanent, soit {\displaystyle P_{\text{sys}}=P_{\text{ext}}=P} à tout instant ({\displaystyle P} pouvant varier au cours de la réaction) ;
- sont en équilibre thermique permanent, soit {\displaystyle T_{\text{sys}}=T_{\text{ext}}=T} à tout instant ({\displaystyle T} pouvant varier au cours de la réaction).

Nous avons donc pour le travail des forces de pression :
{\displaystyle \delta W_{\text{sys}}=-P_{\text{sys}}\,\mathrm {d} V_{\text{sys}}=-P\,\mathrm {d} V_{\text{sys}}}
{\displaystyle \delta W_{\text{ext}}=-P_{\text{ext}}\,\mathrm {d} V_{\text{ext}}=P\,\mathrm {d} V_{\text{sys}}}
{\displaystyle -P_{\text{sys}}\,\mathrm {d} V_{\text{sys}}-P_{\text{ext}}\,\mathrm {d} V_{\text{ext}}=0}
{\displaystyle \delta W_{\text{sys}}+\delta W_{\text{ext}}=0}
Par conséquent :
{\displaystyle \mathrm {d} U_{\text{sys}}+\mathrm {d} U_{\text{ext}}=T\,\mathrm {d} S_{\text{sys}}+T\,\mathrm {d} S_{\text{ext}}-{\mathcal {A}}\,\mathrm {d} \xi =\delta Q_{\text{sys}}+\delta Q_{\text{ext}}=0}
et donc pour la chaleur :
{\displaystyle \delta Q_{\text{sys}}+\delta Q_{\text{ext}}=0}
Il s'ensuit également la relation qui relie affinité chimique et entropie :
| Affinité chimique : {\displaystyle {{\mathcal {A}}\,\mathrm {d} \xi \over T}=\mathrm {d} S_{\text{sys}}+\mathrm {d} S_{\text{ext}}} |

L'expression {\displaystyle {{\mathcal {A}}\,\mathrm {d} \xi  \over T}} est donc l'entropie créée par la réaction.
On peut également écrire, puisque :
{\displaystyle \mathrm {d} S_{\text{ext}}={\delta Q_{\text{ext}} \over T}}
{\displaystyle \delta Q_{\text{ext}}=-\delta Q_{\text{sys}}}
| Affinité chimique : {\displaystyle {\mathcal {A}}\,\mathrm {d} \xi =T\,\mathrm {d} S_{\text{sys}}-\delta Q_{\text{sys}}} |

L'expression {\displaystyle {\mathcal {A}}\,\mathrm {d} \xi } est donc la chaleur créée par la réaction qui n'est pas échangée avec l'extérieur, c'est-à-dire la « chaleur non compensée » de Clausius.

### Formulation générale
Le deuxième principe de la thermodynamique implique que l'entropie globale du système et de l'extérieur ne peut qu'augmenter, d'où :
{\displaystyle {{\mathcal {A}}\,\mathrm {d} \xi  \over T}=\mathrm {d} S_{\text{sys}}+\mathrm {d} S_{\text{ext}}\geq 0}
On en tire la condition d'évolution spontanée de toute réaction chimique (la température absolue {\displaystyle T} étant toujours positive) :
| Condition d'évolution spontanée : {\displaystyle {\mathcal {A}}\,\mathrm {d} \xi \geq 0} |

Une réaction ne peut être spontanée que si {\displaystyle {\mathcal {A}}\,\mathrm {d} \xi >0} ; dans ce cas la réaction libère une forme d'énergie, elle est dite exergonique. Une réaction dans laquelle {\displaystyle {\mathcal {A}}\,\mathrm {d} \xi <0} n'est pas impossible, mais elle doit être provoquée par un apport d'énergie, elle est alors dite endergonique. Une réaction endergonique peut par exemple avoir lieu en présence d'une autre réaction créant suffisamment d'entropie pour que le bilan entropique global des deux réactions soit positif conformément au deuxième principe de la thermodynamique.
Dans une réaction spontanée {\displaystyle {\mathcal {A}}} et {\displaystyle \mathrm {d} \xi } ne peuvent donc être que de même signe :
- une progression est associée à un signe positif : {\displaystyle \mathrm {d} \xi >0} et par conséquent {\displaystyle {\mathcal {A}}>0}, la réaction progresse : des réactifs sont consommés, des produits apparaissent ;
- une régression est associée à un signe négatif : {\displaystyle \mathrm {d} \xi <0} et par conséquent {\displaystyle {\mathcal {A}}<0}, la réaction régresse : des produits sont consommés, des réactifs apparaissent.

Cette relation permet de prédire le sens d'évolution spontanée de la réaction à partir du signe de l'affinité chimique. L'affinité chimique étant une fonction d'état, il suffit de la calculer dans les conditions opératoires initiales pour savoir dans quel sens la réaction va s'effectuer spontanément.
Rappelons toutefois que l'expression de l'affinité chimique dépend de la façon dont la réaction est écrite. Cette écriture conditionne par conséquent le signe de l'affinité. Reprenons l'exemple de l'équilibre du trioxyde et du dioxyde de soufre en présence d'oxygène, nous avons notamment une première écriture :
{\displaystyle {\rm {2\,SO_{2}(g)+1\,O_{2}(g)\rightleftarrows 2\,SO_{3}(g)}}}
{\displaystyle {\mathcal {A}}_{1}=2\,\mu _{\rm {SO_{2}}}+1\,\mu _{\rm {O_{2}}}-2\,\mu _{\rm {SO_{3}}}}
{\displaystyle \mathrm {d} \xi _{1}={\mathrm {d} n_{\rm {SO_{2}}} \over -2}={\mathrm {d} n_{\rm {O_{2}}} \over -1}={\mathrm {d} n_{\rm {SO_{3}}} \over 2}}
et une deuxième écriture avec l'écriture inverse :
{\displaystyle {\rm {2\,SO_{3}(g)\rightleftarrows 2\,SO_{2}(g)+1\,O_{2}(g)}}}
{\displaystyle {\mathcal {A}}_{2}=2\,\mu _{\rm {SO_{3}}}-2\,\mu _{\rm {SO_{2}}}-1\,\mu _{\rm {O_{2}}}}
{\displaystyle \mathrm {d} \xi _{2}={\mathrm {d} n_{\rm {SO_{2}}} \over 2}={\mathrm {d} n_{\rm {O_{2}}} \over 1}={\mathrm {d} n_{\rm {SO_{3}}} \over -2}}
Quelle que soit l'écriture, une affinité positive signifie que la réaction progresse, qu'elle se déplace de la gauche vers la droite (sens direct {\displaystyle \rightarrow }) ; cependant :
- selon la première écriture : {\displaystyle {\mathcal {A}}_{1}>0} et {\displaystyle \mathrm {d} \xi _{1}>0}, donc {\displaystyle \mathrm {d} n_{\rm {SO_{3}}}>0} et {\displaystyle \mathrm {d} n_{\rm {SO_{2}}}<0}, c'est la formation du trioxyde de soufre {\displaystyle {\rm {SO_{3}}}} qui est favorisée ;
- selon la deuxième écriture : {\displaystyle {\mathcal {A}}_{2}>0} et {\displaystyle \mathrm {d} \xi _{2}>0}, donc {\displaystyle \mathrm {d} n_{\rm {SO_{2}}}>0} et {\displaystyle \mathrm {d} n_{\rm {SO_{3}}}<0}, c'est la formation du dioxyde de soufre {\displaystyle {\rm {SO_{2}}}} qui est favorisée.

Inversement, une affinité négative signifie que la réaction régresse, qu'elle se déplace de la droite vers la gauche (sens inverse {\displaystyle \leftarrow }) ; cependant :
- selon la première écriture : {\displaystyle {\mathcal {A}}_{1}<0} et {\displaystyle \mathrm {d} \xi _{1}<0}, donc {\displaystyle \mathrm {d} n_{\rm {SO_{2}}}>0} et {\displaystyle \mathrm {d} n_{\rm {SO_{3}}}<0}, c'est la formation du dioxyde de soufre {\displaystyle {\rm {SO_{2}}}} qui est favorisée ;
- selon la deuxième écriture : {\displaystyle {\mathcal {A}}_{2}<0} et {\displaystyle \mathrm {d} \xi _{2}<0}, donc {\displaystyle \mathrm {d} n_{\rm {SO_{3}}}>0} et {\displaystyle \mathrm {d} n_{\rm {SO_{2}}}<0}, c'est la formation du trioxyde de soufre {\displaystyle {\rm {SO_{3}}}} qui est favorisée.

On a donc deux cas selon le produit recherché :
- la production de {\displaystyle {\rm {SO_{3}}}} est favorisée si {\displaystyle {\mathcal {A}}_{1}>0} ou {\displaystyle {\mathcal {A}}_{2}<0} ;
- la production de {\displaystyle {\rm {SO_{2}}}} est favorisée si {\displaystyle {\mathcal {A}}_{1}<0} ou {\displaystyle {\mathcal {A}}_{2}>0}.

Cet exemple illustre la nécessité de connaitre la façon dont la réaction est écrite dans l'utilisation de l'affinité chimique. Néanmoins, quelle que soit l'écriture et quel que soit le sens de déplacement de la réaction, on a {\displaystyle {\mathcal {A}}_{1}\,\mathrm {d} \xi _{1}={\mathcal {A}}_{2}\,\mathrm {d} \xi _{2}\geq 0}.
À l'équilibre l'entropie atteint un maximum et ne varie plus, alors {\displaystyle {\mathcal {A}}\,\mathrm {d} \xi =0}. Deux cas sont possibles :
- {\displaystyle {\mathcal {A}}\neq 0} et {\displaystyle \mathrm {d} \xi =0}, la réaction pourrait avoir lieu car le potentiel de réaction est non nul, mais l'avancement de réaction ne varie pas ; les causes de ce défaut de réaction peuvent être une cinétique extrêmement lente (l'équilibre est dit instable) ou l'absence d'un facteur déclenchant (l'équilibre est dit métastable)[13] ;
- {\displaystyle {\mathcal {A}}=0} et {\displaystyle \mathrm {d} \xi \neq 0}, la réaction a eu lieu, le potentiel de réaction est désormais nul ; l'équilibre est dit stable.

Lorsqu'une réaction est équilibrée, cela ne signifie pas qu'il n'y a plus de transformation chimique dans le milieu : des réactifs continuent à se transformer en produits (réaction directe), et des produits à se transformer en réactifs (réaction inverse), cependant les deux réactions ont lieu à la même vitesse. L'état d'équilibre obtenu dans ce cas peut être qualifié de dynamique ou stationnaire : globalement les effets des deux réactions s'annulent ; par exemple l'une consomme les réactifs aussi vite que l'autre les recrée, d'où une composition stable dans le temps ; ou encore l'une absorbe totalement la chaleur dégagée par l'autre, d'où un bilan énergétique globalement nul. En conséquence, à l'équilibre {\displaystyle \mathrm {d} \xi \neq 0}, d'où :
| À l'équilibre : {\displaystyle {\mathcal {A}}=0} |

Ceci est vrai quelle que soit la façon dont la réaction chimique est écrite. Pour reprendre l'exemple précédent, à l'équilibre {\displaystyle {\mathcal {A}}_{1}={\mathcal {A}}_{2}=0}.

### Formulations avec les potentiels thermodynamiques

#### Cas général
Comme vu précédemment, l'affinité chimique peut être définie par la dérivée partielle d'un potentiel thermodynamique par rapport à l'avancement de la réaction {\displaystyle \xi } :
{\displaystyle {\mathcal {A}}=-\left({\frac {\partial U}{\partial \xi }}\right)_{V,S}=-\left({\frac {\partial F}{\partial \xi }}\right)_{V,T}=-\left({\frac {\partial H}{\partial \xi }}\right)_{P,S}=-\left({\frac {\partial G}{\partial \xi }}\right)_{P,T}}
Notons de façon générique {\displaystyle \Phi } un potentiel thermodynamique, {\displaystyle X} et {\displaystyle Y} les deux variables gardées constantes dans la dérivation :
{\displaystyle {\mathcal {A}}=-\left({\frac {\partial \Phi }{\partial \xi }}\right)_{X,Y}}
Nous avons la différentielle du potentiel thermodynamique :
{\displaystyle \mathrm {d} \Phi =\left({\frac {\partial \Phi }{\partial X}}\right)_{Y,\xi }\,\mathrm {d} X+\left({\frac {\partial \Phi }{\partial Y}}\right)_{X,\xi }\,\mathrm {d} Y+\left({\frac {\partial \Phi }{\partial \xi }}\right)_{X,Y}\,\mathrm {d} \xi }
et par conséquent pour toute réaction effectuée à {\displaystyle X} et {\displaystyle Y} constantes on a, selon la condition d'évolution spontanée d'une réaction chimique :
{\displaystyle \mathrm {d} \Phi =\left({\frac {\partial \Phi }{\partial \xi }}\right)_{X,Y}\,\mathrm {d} \xi =-{\mathcal {A}}\,\mathrm {d} \xi \leq 0}
Autrement dit, au cours de la réaction l'entropie globale {\displaystyle S_{\text{sys}}+S_{\text{ext}}} augmente selon le deuxième principe de la thermodynamique, ce qui implique une diminution du potentiel thermodynamique {\displaystyle \Phi }, d'où une autre formulation de la condition d'évolution spontanée d'une réaction chimique effectuée à {\displaystyle X} et {\displaystyle Y} constantes :
| Condition d'évolution spontanée à {\displaystyle X} et {\displaystyle Y} constantes : {\displaystyle \mathrm {d} \Phi =\left({\frac {\partial \Phi }{\partial \xi }}\right)_{X,Y}\,\mathrm {d} \xi \leq 0} |

Ceci implique que {\displaystyle \left({\frac {\partial \Phi }{\partial \xi }}\right)_{X,Y}} et {\displaystyle \mathrm {d} \xi } ne peuvent être que de signes contraires :
- {\displaystyle \left({\frac {\partial \Phi }{\partial \xi }}\right)_{X,Y}<0} et {\displaystyle \mathrm {d} \xi >0}, la réaction progresse : l'équilibre se déplace de la gauche vers la droite, des réactifs sont consommés et des produits apparaissent ;
- {\displaystyle \left({\frac {\partial \Phi }{\partial \xi }}\right)_{X,Y}>0} et {\displaystyle \mathrm {d} \xi <0}, la réaction régresse : l'équilibre se déplace de la droite vers la gauche, des produits sont consommés et des réactifs apparaissent.

À l'équilibre l'entropie ne varie plus, soit :
{\displaystyle \mathrm {d} S_{\text{sys}}+\mathrm {d} S_{\text{ext}}=0}
{\displaystyle \mathrm {d} \Phi =\left({\frac {\partial \Phi }{\partial \xi }}\right)_{X,Y}\,\mathrm {d} \xi =-{\mathcal {A}}\,\mathrm {d} \xi =0}
d'où à l'équilibre :
| À l'équilibre : {\displaystyle \left({\frac {\partial \Phi }{\partial \xi }}\right)_{X,Y}=0} |

#### Cas d'une réaction à volume et température constants
Dans le cas d'une réaction à volume constant, {\displaystyle \delta Q_{\text{sys}}=\mathrm {d} U_{\text{sys}}}. Si la réaction se fait également à température constante, on a :
{\displaystyle {\mathcal {A}}\,\mathrm {d} \xi =T\,\mathrm {d} S_{\text{sys}}-\mathrm {d} U_{\text{sys}}=-\mathrm {d} \left(U_{\text{sys}}-TS_{\text{sys}}\right)=-\mathrm {d} F_{\text{sys}}}
avec :
- {\displaystyle U_{\text{sys}}} l'énergie interne du système ;
- {\displaystyle F_{\text{sys}}} l'énergie libre du système.

D'où, puisque {\displaystyle {\mathcal {A}}\,\mathrm {d} \xi \geq 0} :
| Condition d'évolution spontanée à volume et température constants : {\displaystyle \mathrm {d} F_{\text{sys}}\leq 0} |

#### Cas d'une réaction à pression et température constantes

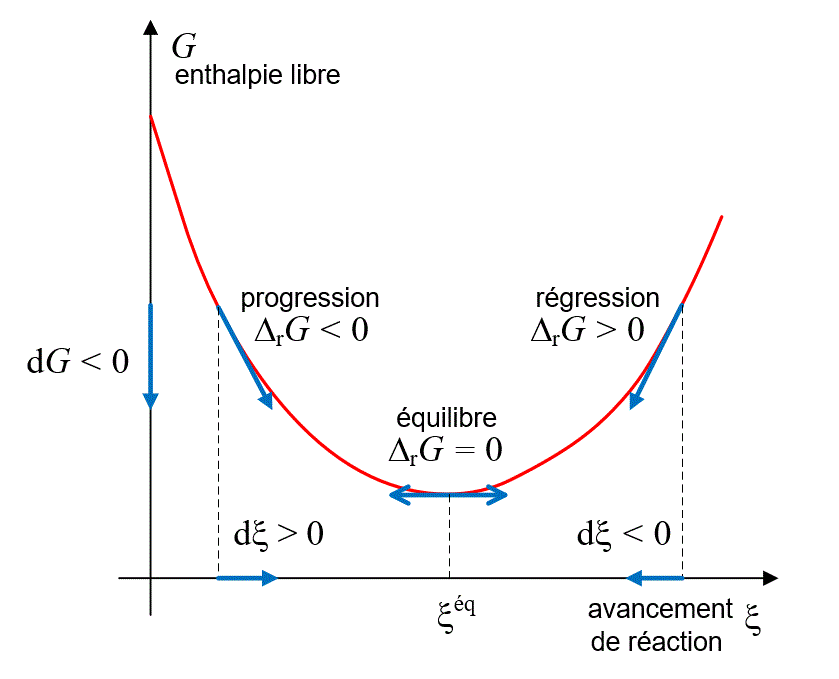
Évolution d'un équilibre chimique à pression et température constantes selon le signe de l'enthalpie libre de réaction
La réaction progresse lorsque. La réaction régresse lorsque. L'équilibre est atteint lorsque.

Dans le cas d'une réaction à pression constante, {\displaystyle \delta Q_{\text{sys}}=\mathrm {d} H_{\text{sys}}}. Si la réaction se fait également à température constante, on a :
{\displaystyle {\mathcal {A}}\,\mathrm {d} \xi =T\,\mathrm {d} S_{\text{sys}}-\mathrm {d} H_{\text{sys}}=-\mathrm {d} \left(H_{\text{sys}}-TS_{\text{sys}}\right)=-\mathrm {d} G_{\text{sys}}}
avec :
- {\displaystyle H_{\text{sys}}} l'enthalpie du système ;
- {\displaystyle G_{\text{sys}}} l'enthalpie libre du système.

D'où, puisque {\displaystyle {\mathcal {A}}\,\mathrm {d} \xi \geq 0} :
| Condition d'évolution spontanée à pression et température constantes : {\displaystyle \mathrm {d} G_{\text{sys}}\leq 0} |

Nous avons vu dans les relations définissant l'affinité chimique que {\displaystyle {\mathcal {A}}=-\left({\frac {\partial G}{\partial \xi }}\right)_{P,T}=-\Delta _{\mathrm {r} }G}. Cette dernière expression est l'enthalpie libre de réaction ; ainsi, à pression et température constantes : {\displaystyle \mathrm {d} G_{\text{sys}}=\Delta _{\mathrm {r} }G\cdot \mathrm {d} \xi \leq 0}. Cette relation est centrale dans l'étude des équilibres chimiques à pression et température constantes :
- {\displaystyle \Delta _{\mathrm {r} }G<0} et {\displaystyle \mathrm {d} \xi >0}, la réaction progresse : des réactifs sont consommés et des produits apparaissent ;
- {\displaystyle \Delta _{\mathrm {r} }G>0} et {\displaystyle \mathrm {d} \xi <0}, la réaction régresse : des produits sont consommés et des réactifs apparaissent ;
- {\displaystyle \Delta _{\mathrm {r} }G=0} à l'équilibre.

## Condition de stabilité de l'équilibre

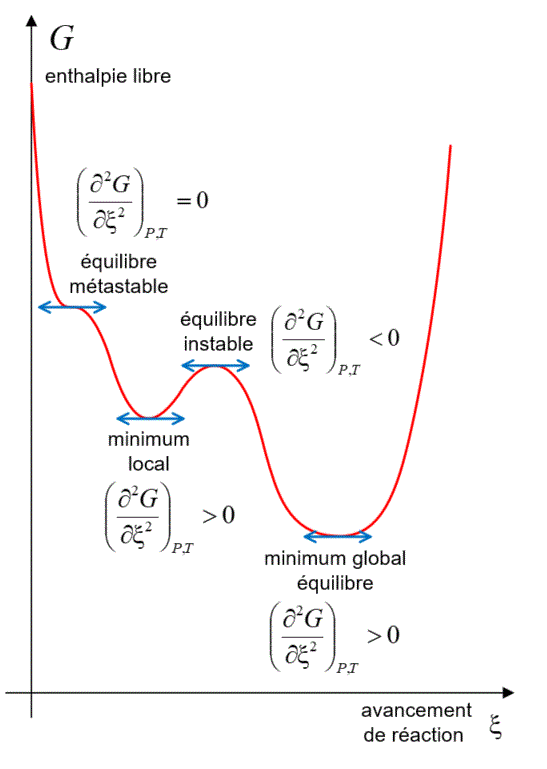
Condition de stabilité d'un équilibre chimique en fonction du signe de
L'équilibre n'est stable que lorsque. De plus l'équilibre réel est celui pour lequel l'enthalpie libre a atteint le minimum global sur l'ensemble des valeurs possibles de l'avancement de réaction.

L'entropie croît pendant la réaction ; lorsque l'équilibre est atteint l'entropie a atteint un maximum. Par conséquent, le potentiel {\displaystyle \Phi } qui décroît pendant la réaction atteint un minimum à l'équilibre. D'un point de vue mathématique, un minimum de {\displaystyle \Phi } est atteint si, en plus de l'annulation de sa dérivée première, sa dérivée seconde est positive strictement, soit, à l'équilibre :
C'est à cette seconde condition seulement que l'équilibre pourra être qualifié de stable.
Il est impossible que {\displaystyle \left({\frac {\partial ^{2}\Phi }{\partial \xi ^{2}}}\right)_{X,Y}<0} à l'équilibre, ce qui supposerait un maximum de la fonction {\displaystyle \Phi }, et donc que {\displaystyle \Phi } a crû. Si cette solution est mathématiquement possible, elle est irréaliste du point de vue de la thermodynamique et doit donc être écartée, cet équilibre est un équilibre instable.
Il est possible en revanche qu'à l'équilibre {\displaystyle \left({\frac {\partial ^{2}\Phi }{\partial \xi ^{2}}}\right)_{X,Y}=0}, c'est-à-dire que l'équilibre ait atteint un point d'inflexion : dans ce cas l'équilibre atteint est un équilibre métastable, et la moindre perturbation relancera la réaction jusqu'à ce qu'elle atteigne un équilibre stable. La situation est possible du point de vue de la thermodynamique.
L'équilibre peut également atteindre un minimum local de {\displaystyle \Phi }, c'est-à-dire un minimum auquel la réaction revient si elle subit de petites perturbations, mais dont la réaction s'éloigne définitivement sous des perturbations plus importantes, conduisant à un autre minimum de {\displaystyle \Phi }, plus bas. L'équilibre est atteint lorsque la réaction atteint le minimum global, c'est-à-dire parmi tous les minimums locaux possibles celui auquel le potentiel thermodynamique a sa valeur la plus basse.
Les situations d'équilibre métastable ou de minimum local ne sont que rarement observées expérimentalement, mais elles peuvent être obtenues lors de simulations numériques d'équilibres : les dérivées première et seconde de {\displaystyle \Phi } ainsi que la possibilité d'un minimum local doivent être impérativement vérifiées pour en garantir le résultat.

## Récapitulatif
Le tableau suivant récapitule les conditions d'évolution d'une réaction chimique, les conditions d'équilibre et de stabilité selon les paramètres fixés pour effectuer l'étude de la réaction. L'ensemble des grandeurs de ce tableau sont les grandeurs du système réactionnel seul, y compris l'entropie.
On entend par progression de la réaction le déplacement de la réaction dans le sens de la consommation des réactifs et de l'apparition des produits (sens direct, soit réactifs → produits). Au contraire, on entend par régression de la réaction le déplacement de la réaction dans le sens de la consommation des produits et de l'apparition des réactifs (sens inverse, soit produits → réactifs). Un équilibre chimique se caractérise par la présence simultanée d'une réaction en sens direct et d'une réaction en sens inverse qui se compensent, d'où un état stationnaire réactifs {\displaystyle \rightleftarrows } produits.
| Paramètres constants {\displaystyle X} et {\displaystyle Y} | Potentiel thermodynamique {\displaystyle \Phi } | Condition d'évolution spontanée {\displaystyle {\mathcal {A}}\,\mathrm {d} \xi \geq 0} | Progression de la réaction {\displaystyle {\mathcal {A}}>0}              | Régression de la réaction {\displaystyle {\mathcal {A}}<0}               | Condition d'équilibre {\displaystyle {\mathcal {A}}=0}                   | Condition de stabilité {\displaystyle \left({\frac {\partial ^{2}\Phi }{{\partial \xi }^{2}}}\right)_{X,Y}>0} |
| ----------------------------------------------------------- | ----------------------------------------------- | -------------------------------------------------------------------------------------- | ------------------------------------------------------------------------ | ------------------------------------------------------------------------ | ------------------------------------------------------------------------ | --- |
| {\displaystyle V} volume {\displaystyle S} entropie         | {\displaystyle U} Énergie interne               | {\displaystyle \mathrm {d} U\leq 0}                                                    | {\displaystyle \left({\frac {\partial U}{\partial \xi }}\right)_{V,S}<0} | {\displaystyle \left({\frac {\partial U}{\partial \xi }}\right)_{V,S}>0} | {\displaystyle \left({\frac {\partial U}{\partial \xi }}\right)_{V,S}=0} | {\displaystyle \left({\frac {\partial ^{2}U}{\partial \xi ^{2}}}\right)_{V,S}>0}                              |
| {\displaystyle P} pression {\displaystyle S} entropie       | {\displaystyle H} Enthalpie                     | {\displaystyle \mathrm {d} H\leq 0}                                                    | {\displaystyle \left({\frac {\partial H}{\partial \xi }}\right)_{P,S}<0} | {\displaystyle \left({\frac {\partial H}{\partial \xi }}\right)_{P,S}>0} | {\displaystyle \left({\frac {\partial H}{\partial \xi }}\right)_{P,S}=0} | {\displaystyle \left({\frac {\partial ^{2}H}{\partial \xi ^{2}}}\right)_{P,S}>0}                              |
| {\displaystyle V} volume {\displaystyle T} température      | {\displaystyle F} Énergie libre                 | {\displaystyle \mathrm {d} F\leq 0}                                                    | {\displaystyle \left({\frac {\partial F}{\partial \xi }}\right)_{V,T}<0} | {\displaystyle \left({\frac {\partial F}{\partial \xi }}\right)_{V,T}>0} | {\displaystyle \left({\frac {\partial F}{\partial \xi }}\right)_{V,T}=0} | {\displaystyle \left({\frac {\partial ^{2}F}{\partial \xi ^{2}}}\right)_{V,T}>0}                              |
| {\displaystyle P} pression {\displaystyle T} température    | {\displaystyle G} Enthalpie libre               | {\displaystyle \mathrm {d} G\leq 0}                                                    | {\displaystyle \left({\frac {\partial G}{\partial \xi }}\right)_{P,T}<0} | {\displaystyle \left({\frac {\partial G}{\partial \xi }}\right)_{P,T}>0} | {\displaystyle \left({\frac {\partial G}{\partial \xi }}\right)_{P,T}=0} | {\displaystyle \left({\frac {\partial ^{2}G}{\partial \xi ^{2}}}\right)_{P,T}>0}                              |

Notes
- À {\displaystyle X} et {\displaystyle Y} constants, on a pour condition d'évolution spontanée la variation du potentiel chimique correspondant : {\displaystyle \mathrm {d} \Phi =-{\mathcal {A}}\,\mathrm {d} \xi \leq 0}.
- L'enthalpie libre de réaction : {\displaystyle \Delta _{\mathrm {r} }G=\left({\frac {\partial G}{\partial \xi }}\right)_{P,T}=\left({\frac {\partial U}{\partial \xi }}\right)_{V,S}=\left({\frac {\partial H}{\partial \xi }}\right)_{P,S}=\left({\frac {\partial F}{\partial \xi }}\right)_{V,T}=\sum _{i}\nu _{i}\mu _{i}=-{\mathcal {A}}}, l'affinité chimique[10].
- Tout équilibre chimique doit vérifier la condition de stabilité qui est une inégalité stricte, sans quoi l'équilibre est instable ou métastable et la réaction repart à la moindre perturbation. Vérifier aussi que l'équilibre atteint correspond au minimum global du potentiel thermodynamique (dans le cas où existent plusieurs minimum locaux, rechercher celui où le potentiel {\displaystyle \Phi } a sa valeur la plus basse).